# Euphorbia bongensis
Euphorbia bongensis là một loài thực vật có hoa trong họ Đại kích. Loài này được Kotschy & Peyr. ex Boiss. mô tả khoa học đầu tiên năm 1866.